# Юган Габіхт
Юган Габіхт (нар. 24 січня 1954, Таллінн) — естонський перекладач і письменник.

## Освіта
- 1961 -1969 Талліннська школа № 27 — 8 класів
- 1969 -1972 Таллінн ська вища школа № 1
- 1972 –1977 Тартуський державний університет (математичний факультет)

## Робота
Він працював програмістом (головним чином у промисловій лабораторії автоматичного проектування деталей турбін Талліннського політехнічного інституту) і технічним журналістом.
З 2002 по 2017 рік він був членом редакційної колегії журналу електронної наукової фантастики Algernon. У 2005 році він був голова журі конкурсу романів, що завершився у березні.
На даний момент є вільним письменником і перекладачем.

## Праці

### Оригінальне творіння
- 1974 «Але насправді» (перше оповідання, опубліковане в газеті Тартуського державного університету)
- 1979 «Навколо середини літа» (повість) // Молоді автори '77. Естонська книга . Таллінн, 1979 рік. С. 127—137
- 1983 «Котиться каміння з-під коліс» (збірка оповідань)
- 1987 «Водолій» (збірка оповідань)
- 1990 «Вічне літо» (разом з Тину Трубецьким; рок-роман; у журналі Vikerkaar № 1, 1990)
- 1993 «У цій грі заборонено стрибати» (роман)
- 2002 «Ангели та герої» (разом з Тину Трубецьким і Анті Патіком; «науково-фантастичний роман»)

Його твори перекладалися й публікувалися також російською мовою, зокрема в іжевському журналі «Луць».

### Переклади
Станом на 2022 рік Юхан Габіхт переклав понад сотню художніх і нон-фікшн творів.

## Членство
- 1977 — в Талліннській асоціації молодих авторів (також був головою)
- 1993 — Спілка письменників Естонії

## Особисте життя
Його батьки були викладачами. Його син — вчений у галузі охорони здоров'я Ярно Габіхт .